# Физические свойства грунтов

Гравитационное поле Земли

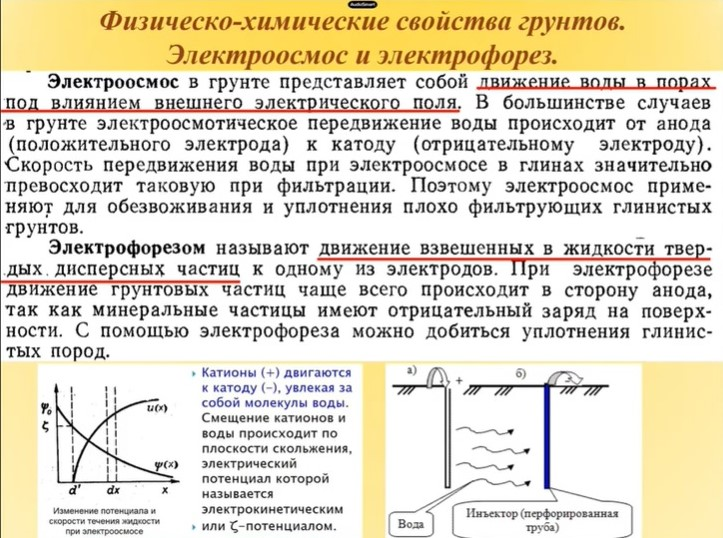
Физико-химические свойства грунтов. Электроосмос и электрофорез.

Физические свойства грунтов — различные особенности грунтов, проявляющиеся при его взаимодействии с физическими полями или веществами и приводящие к изменению качеств грунта.      
В классе физических свойств выделяют 8 подклассов:      
- плотностные свойства,
- механические,
- тепловые,
- электрические,
- магнитные,
- радиационные,
- газофизические
- гидрофизические.

В зависимости от того, какое поле воздействует на грунт, стационарное или переменное, физические свойства разделяются на статические и динамические (колебательные и циклические).      
В каждом подклассе выделяются свойства, имеющие общий смысл во всех подклассах:      
- емкостные свойства — определяют поглощение или отдачу грунтом субстанции (вещества или энергии)
- транспортные свойства — определяют проводимость или сопротивление прохождению субстанции (вещества или энергии)
- пороговые свойства — определяют изменение состояния грунта под некоторым критическим воздействием

## Плотностные свойства
К плотностным свойствам относят плотность, плотность твёрдых частиц грунта, плотность сухого грунта, пористость и коэффициент пористости.